# GM Colmotores
GM Colmotores fue uno de los mayores fabricantes y ensambladores de automóviles con sede en Bogotá, capital de Colombia. Establecida en 1956, empezó manufacturando bajo licencia coches de la firma británica Austin. En 1965, Chrysler Corporation tomó cerca del 60% de la participación accionaria en la compañía, e iniciaría la fabricación de vehículos de la marca Chrysler bajo licencia hasta 1979. En 1979, General Motors toma el control total de la compañía, comprando el 77.4% de los paquetes accionarios.
En 2017 a las instalaciones y a la misma compañía se le cambiaría la razón social de Colmotores a la de GM Colmotores. Desde entonces se han manufacturado, bajo licencia y/o cesión de derechos reservados, una gran variedad de los modelos de las marcas de General Motors, GM Daewoo, Isuzu, Suzuki, Qingling Motors, SAIC Motor y de Opel para el mercado local, todos los cuales se comercializan bajo el logo y marca de Chevrolet. Aunque la compañía dispone de plantas de producción en Colombia; dispone también de participación accionaria en las plantas de ensamblaje de Ecuador, Venezuela (Colmoven) y Chile, e inclusive ha iniciado el proceso de importación de maquinaria para la producción total de modelos de origen coreano y chino hechos por la filial de GM Daewoo, Qingling Motors y SAIC Motor respectivamente, para ahora hacerlos localmente.

## Historia

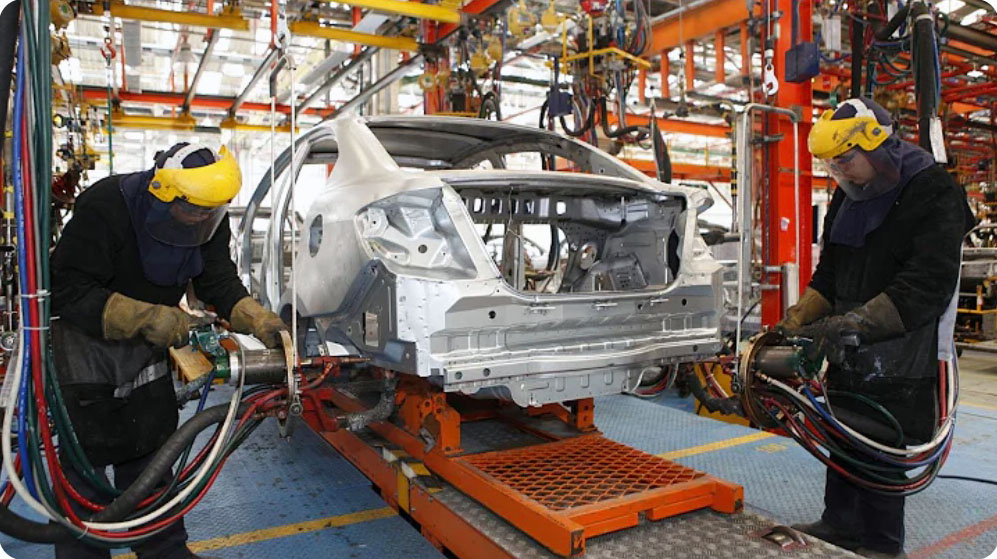
Planta de ensamblaje de Colmotores en Bogotá, 2014

La creación de GM Colmotores emerge de la visión del empresario colombiano Germán Montoya. La creación de la compañía se cristalizaría el 27 de julio de 1956, cuando se fundó la Fábrica Colombiana de Automotores S.A. (Colmotores). Los artículos de incorporación así como los de la reforma a ramos legales necesarios por parte del gobierno de la época serían alcanzados meses después, y el 25 de agosto del mismo año, y con un capital inicial de cinco millones de pesos de ese entonces, se contribuyó en muchos de los departamentos y en algunas de las regiones indispensables para el despegue de la empresa, particularmente en Antioquia, Cundinamarca, Caldas y en la Costa Pacífica colombiana.
En 1956, el gobierno nacional se estaba preparando para cumplir con el objetivo de sustituir las importaciones de mucha maquinaria que posiblemente pudiese ser manufacturada en Colombia, y aparte de la sustitución se impuso el proyecto de la expansión de la capacidad industrial doméstica, así como del mercado local. Aparte, y con el fin de impulsar el desarrollo de dicha industria en Colombia, se dispuso de una serie de decretos en los que se eximía de pago de impuestos a los ingresos, a la propiedad, a la importación y la maquinaria, así como el material necesario para la producción de autopartes se vendería a precios más bajos, y el acero de Paz del Río y sus industrias anexas serían eximidas de ciertos impuestos sobre la producción industrial, el material producido en Paz del Río será en su defecto "abaratado", y las máquinas estarían exentas de impuestos sobre su importación. Esto crearía unas condiciones muy ventajosas para todos sus accionistas y para su primer año de producción.

### Años 1960
La producción en su primer año sería bajo el liderazgo de Santiago Trujillo, y fungiendo como gerente general Germán Montoya, la construcción de la planta se completaría en la postrimería de 1961. Luego, se llevarían a cabo las negociaciones con el fabricante británico de Austin Motor Corporation para la provisión de tecnologías y del primer material de ensamblaje para la fabricación de los vehículos en las recientemente creadas plantas de Austin en Colombia.
Más aún, el gobierno nacional este mismo año da el inicio de la producción de automóviles en el país. Los industrialistas tomaron sus reservas en los inicios de la actividad de la factoría; pero incluso luego dejaron ver su entusiasmo ante las prometedoras prospecciones de su operación, en las que se incluyeron una nueva serie de incentivos como la de la exención de impuestos en las ganancias y en los activos que se considerase necesario de importar para el sostenimiento de los equipamientos necesarios para su manufactura y mantenimiento.
En febrero de 1962, el presidente Alberto Lleras Camargo, mandatario de la República, inaugura la planta de Colmotores. En sus primeros vehículos de producción, las líneas de ensamble se encargaban de armar los kits de los camiones de carga Austin con capacidades entre las 2.5 a las 6 toneladas, aparte de vanes o camionetas tipo panel para pasajeros y los camperos en dos versiones, corta y larga. Para cuatro años después la cifra de vehículos ensamblados llegaría a las 4.000 unidades.
Con la llegada de subsiguientes cambios, ajustes y mejoras impuestas por el creciente grado de riesgo y el desarrollo favorable de sus actividades la empresa llena de grandes ambiciones, inicia una etapa de crecimiento en muchos aspectos inherentes a sus labores.
Primeramente, el gran fallo del Gobierno de Colombia en el otorgamiento de verdaderos incentivos para la industria del automóvil local (que se concretaría con el apenas perceptible y risible bajón en los precios del acero, frente al excesivo y degenerado aumento de los impuestos sobre la propiedad de automóviles), que se convertirían obviamente en graves problemas financieros para la recién creada firma entre los accionistas de Colmotores.
En 1965 con la compra de la Austin por parte de la Corporación norteamericana Chrysler/International con más del 60% de la participación en las acciones de Colmotores, ahora la firme se empezaría a denominar Chrysler-Colmotores, y el siguiente año se inician los procesos de manufactura y de venta de los vehículos de las marcas Dodge y Simca, así como hacen su aparición los primeros coches de producción 100% doméstica en el mercado de Colombia, el Dodge Coronet 440 y los camiones de carga Dodge desde las 1,5 hasta las 7 toneladas.

### Años 1970: Crisis del petróleo
Catorce años pasarían desde la permanencia de la Chrysler en Colombia. Pero en 1973 se vendría encima uno de los mayores problemas a nivel mundial, como consecuencia de los conflictos en medio oriente la crisis que afectaría a la economía mundial y que forzaría a reordenar por medio de posteriores decisiones el nuevo marco de exploraciones y de consumo del combustible fósil. Esta se saldaría duramente para Occidente con la recreación de la organización de países productores y exportadores de crudo, la OPEP, y así la industria del automóvil introduce el uso de coches más compactos, con motores más ligeros y de menor consumo de combustible.
Chrysler tenía serios problemas financieros que le hicieron vender parte de sus operaciones, reduciéndolas a nivel internacional para sólo enfocarse de sus ventas en Norteamérica. Varias de las operaciones de Chrysler, como las operaciones de Colombia y de Venezuela, fueron adquiridas por General Motors Corporation (GMC). Se recordará esta década como la del esplendor de los Dodge Demon, Dodge Dart, Dodge Alpine, Dodge Polara; entre otros.

### Años 1980: La nueva era
La nueva era bajo el mando de General Motors, en la recién adquirida Colmotores se podría resumir definitivamente en las palabras de su mánager: "La compañía es Colombia en su carácter esencial, pero el Joint Venture ha de ser la base en su progreso". Así mismo, en 1979 General Motors Corporation tomó el control total sobre la participación accionaria de su similar recién incorparada sobre Chrysler/International-Colmotores. Esto sería el inicio de una perfecta unión con más de 30 años de logros e innovaciones productivas no sólo para la empresa, sino para la industria local, y en especial, la industria automovilística de Colombia, como el Chevrolet Celebrity, el primer coche de ensamblaje local con caja automática.
El mayor ícono de la época fue la camioneta de transporte utilitaria Chevrolet LUV. Asimismo, se ensamblaron o importaron las camionetas serie C, Chevrolet C-10 y C-30, el bus B-60, el Isuzu 580 de origen japonés desde 1984 y los camiones C-70 y Brigadier, para reemplazar la gama completa que Chrysler surtía de los camiones serie D (D-100, D-300, D-600 y CNT-900).
De Brasil llegaron los CKD para ensamblar el Chevette y el Monza, en 1986 de procedencia Suzuki llega el Sprint, en 1988 llega el campero Isuzu Trooper que ya se había vendido previamente en 1986 como Luv-2000 pero la Aduana no permite continuar su venta pues no había licencia de ensamblaje para camperos en su época.

### Años 1990: El inicio del protagonismo de los coches del Japón y grandes cambios
Desde 1992, la masificación y renovación del parque automotor tras la apertura económica del gobierno de César Gaviria Trujillo, trajo nuevos modelos, como el Chevrolet Esteem, la serie de camiones de carga Chevrolet serie N (NPR y NKR); aparte de camiones de origen estadounidense y brasileño/alemán (Chevrolet Corsa), pero con gran porcentaje de piezas de producción local (Chevrolet Kodiak, Chevrolet Blazer, entre otros).
A principios de la década del 90, y tras la mencionada apertura, se inicia la importación masiva de modelos de producción externa, para cubrir las brechas en las que Colmotores no podía hacer frente a los importadores.

### Años 2000: Ventajas de la industria surcoreana
Desde 2002, y en vista del excesivo costo del material para ensamblaje de procedencia japonesa; se decide que en la planta de GM-Colmotores se de inicio al ensamblaje pero con material de procedencia surcoreana, siendo importado primero, y luego ensamblado vehículos como el Chevrolet Spark, y más recientemente el Chevrolet Aveo (en sus versiones T250) y T300), aparte de que se ha disminuido la importación de vehículos; y se ha fomentado la capacidad productiva de la planta, al introducrise una línea de producción en 2012.
Se espera que para 2015 sea de nuevo retomada dentro de sus instalaciones la producción integral de vehículos, con material 100% hecho en Colombia.

### Años 2010
Hoy los vehículos ensamblados por la planta de GM-Colmotores rondan las 45 versiones de cerca de 12 plataformas diferentes, poniéndole en el primer lugar en el mercado automotor colombiano y en la historia automovilística de Colombia, siendo la primera marca en el podio de posiciones aparte de una de las más grandes de las compañías en la industria de Colombia.
Asimismo como CKD coreano desplazó al japonés, el CKD de origen chino hace presencia proveniente de SAIC Motor para el Chevrolet Sail, (cuyo grupo moto-propulsor es chino no así su carrocería que ya es estampada en Colombia) y junto con los de SAIC-Wuling (N200 y N300) aparecen como innovación en la línea de ensamble que continúa con productos coreanos (Spark, Cruze) y brasileños (Cobalt).
Hoy día ha iniciado el proceso de expansión de su zona de libre comercio en Bogotá, con la construcción de un área de bodegaje con más de 500 ha de extensión, en terrenos de su propiedad.
La quiebra y posterior nacionalización de su casa matriz en EE. UU. pareció no afectar a sus filiales en América Latina incluida Colmotores que siempre estuvo en números negros durante toda la pos-crisis del 2009.

### Generación de empleo
Para ayudar a dar una solución y luchar contra los niveles de pobreza y así contribuir en la paz y estabilidad del país, GM Colmotores dona parte de sus ingresos y ayuda en el desarrollo de programas de entrenamiento técnico para la capacitación y generación de empleo para la población vulnerable de Colombia, así como para las comunidades afectadas por la violencia.
Aparte de dichos proyectos, GM Colmotores en conjunto con inversionistas públicos y privados ha establecido procesos de reintegración de los combatientes desmovilizados que quieran así cambiar sus estilos de vida a través de un puesto de trabajo decente, en la planta de producción de uniformes para los operarios de la planta de GM Colmotores, así como en su red de distribución, para sus proveedores y ahora para otras plantas de GM alrededor del mundo.
Adicionalmente, desde 2000, GM Colmotores en asocio con el Centro para la Educación Popular y el Instituto Politécnico Juan Bosco Obrero, ha creado programas de capacitación; los cuales consisten en capacitación y entrenamiento técnico y en el apoyo para el empleo dentro de las oportunidades ofrecidas por GM-Colmotores para sus jóvenes egresados, y que hacen ahora parte del currículo del Centro desde el año 2006, y que han sido desarrollados en los procesos de chatarrización que esta institución ha traducido en el reciclaje de vehículos y en la generación de empleo, aparte de que el dinero obtenido de la venta del material recuperado se reinvierte en los proyectos educativos para los estudiantes del instituto.

### Cierre
El 26 de abril de 2024, luego de varios intentos por mantener a flote la producción de modelos Chevrolet en Colombia, GM Colmotores anuncia el cierre de su operación, dando fin a 68 años de producción y a la primera planta de ensamblaje automotriz colombiana. Con esto, Renault Sofasa y su factoría de Envigado, se convierte en la única planta ensambladora de automóviles en Colombia.